# Badar Munir
Badar Munir (* um 1940 in Madyan, Swat; † 11. Oktober 2008 in Lahore, Punjab) war ein pakistanischer Schauspieler des Pashto-Films. Er trat in mehr als 400 Filmproduktionen auf, darunter auch in Urdu- und Panjabi-Filmen.

## Karriere
Er entstammt einem Ort im damaligen Fürstenstaat Swat (heute im Norden Pakistans) und arbeitete als Rikschafahrer in Karachi. Bei Waheed Murad, einem Helden des Urdu-Films, fand er eine Anstellung und sein Schauspieltalent wurde von diesem entdeckt. Der kleingewachsene Munir hatte sein Filmdebüt 1970 in Yosuf Khan Sher Bano. Seine erste Heldenrolle spielte er in Dulhan Air Rat Ki (1975). Bis 2005 trat er in 416 Filmen auf, von denen Orbal, Naavay Da Yao Ssphay, Deedan, Topak Zama Qanon, Zma Qasam, Da Inteqaam Lumbay, und Adam Khan Durkhanai die bekanntesten sind. 
Badar Munir starb im Alter von 68 Jahren, nachdem er bereits seit vier Jahren an den Folgen eines Schlaganfalls gelitten hatte. Er hinterlässt zwei Frauen und acht Kinder.